# Samsung SPH-i550
El teléfono inteligente Samsung SPH-i550 es el sucesor basado en Palm OS del SPH-i500 de estilo clamshell. El SPH-i550 tiene una pantalla interna de 320 x 320 y una pantalla OLED externa. La cámara toma fotografías de 1 MP y puede grabar vídeos. Se controla un reproductor de MP3 incorporado mediante botones externos sin necesidad de abrir el teléfono.

## Características
- Palm OS Garnet (5.4)
- CPU MX1 con 64 MB de ROM y 32 MB de RAM
- 1x CDMA
- Factor de forma clamshell con pantallas duales, admite reconocimiento de escritura a mano
- 320 x 320 píxeles, pantalla de 2,3 pulgadas y una pantalla de 65.536 colores (interna)
- Pantalla OLED de 128 x 96 píxeles (externa)
- Cámara digital de 3,15 megapíxeles con flash LED
- Admite transmisión de medios (VOD)
- Reproductor MP3 / MPEG4, controlado mediante botones externos sin necesidad de abrir el teléfono
- Navegador web
- Transmisión remota por infrarrojos
- Ranura de expansión de memoria Secure Digital (SD)

Una característica única del i550 es que todos los programas y datos se almacenan en una memoria flash no volátil, de modo que un reinicio completo del dispositivo no causará pérdida de información.
En abril de 2005, Sprint Corporation canceló los planes para el SPH-i550. El i550 lo ofrece cualquier operador en los Estados Unidos. Apenas unas semanas después de que Sprint cancelara el teléfono, se anunció que el SCH-i539, un teléfono inteligente basado en Palm OS de Samsung que es muy similar al i550, estaba disponible en China. El i539 es casi idéntico al i550, excepto que utiliza un módulo de identidad de usuario extraíble CDMA (R-UIM), que es similar en función a una tarjeta SIM GSM.
Evidencia en el sitio web de Samsungindica que un operador en México está en pruebas con el i550. Todos los dispositivos que se están probando tienen el logotipo de Sprint.
Se creó una petición pidiendo a Sprint que lance el i550, pero aún no ha habido respuesta de Sprint.